# Городок (археологічна пам'ятка)
Городок — археологічна пам'ятка, слов'янське поселення середини 6 — початку 8 століття.
 

## Розташування
Розташоване на правому березі річки Смотрич (притока Дністра), в урочищі Гнилий Кут у Городоцькому районі Хмельницької області на окраїні міста Городок.

## Історія дослідження та загальний опис
1966–1968 археологи Іон Винокур та Олег Приходнюк розкопали 27 чотирикутних напівземлянок (площею близько 16 м² кожна), з печами-кам'янками, а також господарські споруди, ями, вогнища та культовий майданчик. Посуд представлено ліпними горщиками струнких пропорцій з відігнутими назовні вінцями та глиняними сковородами. Знайдено також залізний наральник, косу, вістря дротика, ножі, шила тощо.
Східнослов'янське святилище було розташоване на окраїні родового поселення й обслуговувало релігійні потреби однієї родової громади. Святилище складалося з кам'яної вимостки прямокутної форми (2,3 х 1,5 м), обпаленої зверху, обкладеної невеликим плоским камінням, поряд з ямою (діаметр 1,5 м, глибина 20 см) з обпаленим дном, заповненою вугіллям, попелом, перепаленими кістками тварин, уламками посуду. Це дало змогу віднести городище до сакральних.
Жертовний майданчик городища є повним аналогом жертовника, знайденого Вікентієм Хвойкою на Старокняжій горі в Києві.
Основними заняттями мешканців поселення були землеробство та скотарство.